# Górny Dorożów
Górny Dorożów (ukr. Верхній Дорожів, Werchnij Dorożiw) – wieś na Ukrainie, w obwodzie lwowskim, w rejonie drohobyckim. W 2001 roku liczyła 1599 mieszkańców.
Znajduje tu się przystanek kolejowy Dorożów, położony na linii Stryj – Sambor.
Wieś została założona w 1600 roku. W II Rzeczypospolitej miejscowość była siedzibą gminy wiejskiej Dorożów w powiecie samborskim województwa lwowskiego.  
W II Rzeczypospolitej wieś w powiecie samborskim w woj. lwowskim.
W latach 1943–1944 nacjonaliści ukraińscy z OUN-UPA zamordowali tutaj w różnych okolicznościach ok. 40 Polaków.